# Cocuasco
Cocuasco är en ort i Mexiko.   Den ligger i kommunen Chimaltitán och delstaten Jalisco, i den centrala delen av landet, 500 km nordväst om huvudstaden Mexico City. Cocuasco ligger 1 764 meter över havet och antalet invånare är 140.
Terrängen runt Cocuasco är huvudsakligen kuperad, men åt nordväst är den bergig. Runt Cocuasco är det glesbefolkat, med 8 invånare per kvadratkilometer. Närmaste större samhälle är Villa Guerrero, 17,3 km norr om Cocuasco. I omgivningarna runt Cocuasco växer huvudsakligen savannskog.